# Dennis Schulz
Dennis Schulz (* 27. Februar 1968) ist ein österreichischer Westernreiter.

## Werdegang
Bei den Weltreiterspielen 2006 in Aachen erreichte er zusammen mit Rudi Kronsteiner, Tina Künstner-Mantl, Markus Morawitz mit der österreichischen Equipe Rang 9. Bei den Weltmeisterschaften 2010 in Lexington (Kentucky) erreichte er auf Laredo Whiz mit dem Team Platz 4.
Im Schauprogramm beim Fest der Pferde 2008 in der Wiener Stadthalle tauschte er im Rahmen eines Pas de deux mit dem Dressurreiter Peter Gmoser die Pferde.
Schulz betreibt in Wiener Neustadt eine Western Training Center genannte Reitanlage.

## Pferde
- Laredo Whiz (* 2004), American-Quarter-Horse-Fuchshengst, Vater: Topsail Whiz, zuvor von Cody Sapergia geritten.
- Smart Rattle Snake (* 2001), American Quarter Horse-Hengst, Vater: Smartin, der über seinen Vater Smart Little Lena von der legendären AQHA Hall of Fame-Stute Poco Lena abstammt[3],  Muttervater: Jac O Rima
- Smart N Artful (* 2004), American Quarter Horse-Hengst, Vater: Smartin